# Chitoniscus brachysoma
Chitoniscus brachysoma is een insect uit de orde Phasmatodea en de  familie Phylliidae. De wetenschappelijke naam van deze soort is voor het eerst geldig gepubliceerd in 1898 door Sharp.